# Hede (Vorname)
Hede ist ein weiblicher Vorname und die Kurzform von Hedwig.

## Namensträgerinnen
- Hede Baur-Seelenbinder (1893–?), deutsche Bildhauerin
- Hede Bühl (* 1940), deutsche Bildhauerin
- Hede Lütjen (1938–1983), deutsche Politikerin (SPD)
- Hede Massing (geb. Hedwig Tune; verh./gesch. Hedwig Eisler; verh./gesch. Hede Gumperz; 1900–1981), österreichische Schauspielerin, Kommunistin und Spionin
- Hede von Trapp (1877–1947), österreichische Dichterin, Malerin und Grafikerin